# Lutherdenkmal (Hannover)

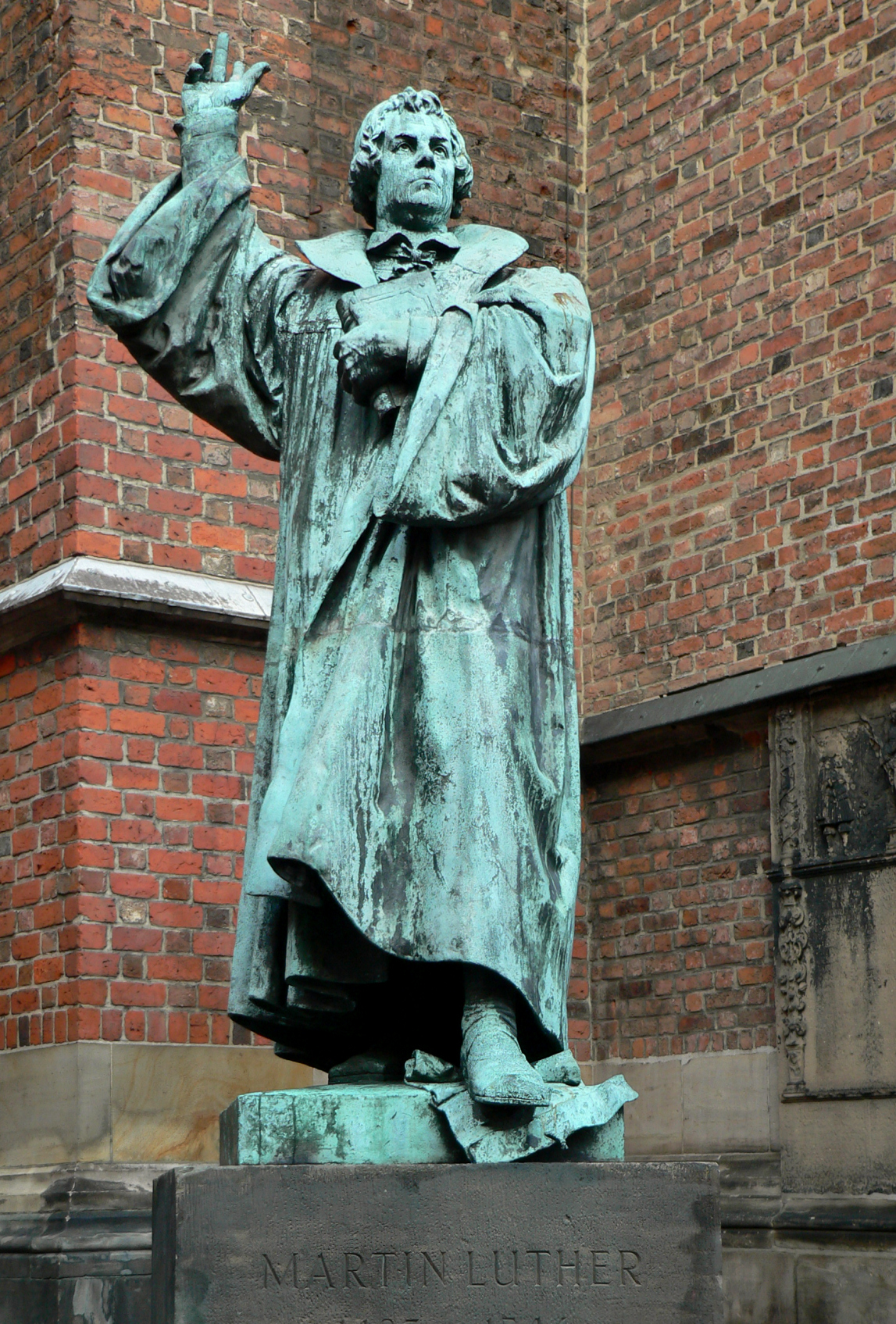
Lutherdenkmal in Hannover, 2004

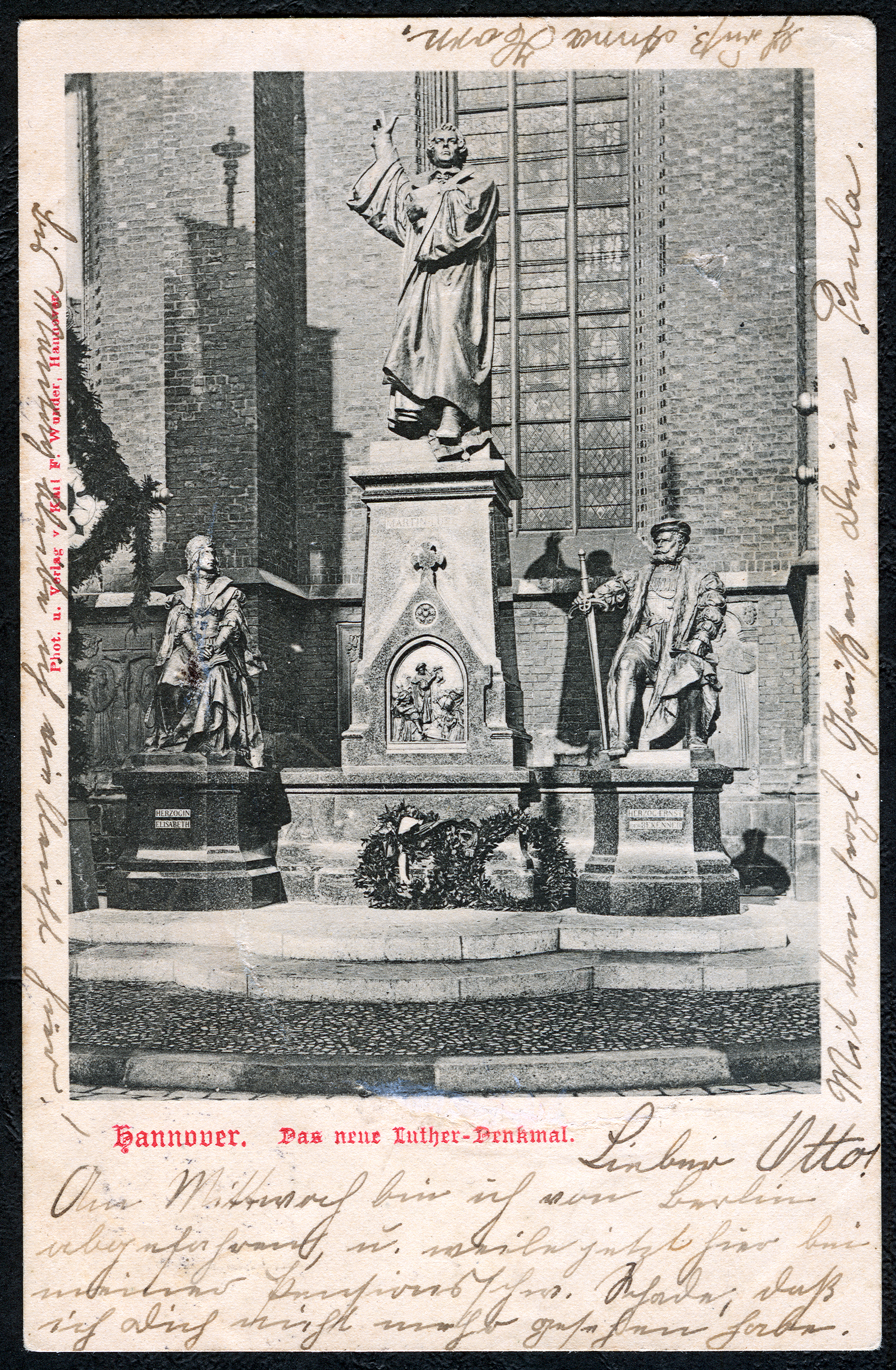
Lutherdenkmal während der Einweihungsfeier 1900
Ansichtskarte von Karl Friedrich Wunder

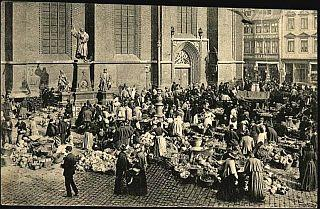
Lutherdenkmal im Markttreiben, 1910

Das Lutherdenkmal in Hannover steht auf der rechten (südlichen) Seite des Hauptportals der Marktkirche im Zentrum der Stadt. Als es 1900 enthüllt wurde, bestand es aus drei Figuren; den Zweiten Weltkrieg überstand nur das zentrale Bronze-Standbild des Reformators Martin Luther, das heute in einer reduzierten Fassung postiert ist.

## Geschichte
Den Entwurf und die Modelle für die Ausführung schuf der Hannoversche Bildhauer Carl Dopmeyer; als er noch vor der Vollendung 1899 starb, übernahm der Bildhauer Ferdinand Hartzer die Fertigstellung des Gussmodells für das Luther-Standbild. Das Arrangement aus drei Bronze-Skulpturen wurde 1900 von der AG vormals Gladenbeck & Sohn in Friedrichshagen bei Berlin gegossen; im selben Jahr wurde das Denkmal am 10. November, dem Geburtstag Luthers, feierlich enthüllt. Die Statue Luthers stand in der Mitte auf einem mehr als drei Meter hohen Sockel, auf niedrigeren Postamenten zu seinen Seiten waren sitzend Herzogin Elisabeth von Braunschweig-Calenberg-Göttingen (die „Reformationsfürstin“) und Herzog Ernst I. zu Braunschweig-Lüneburg („Ernst der Bekenner“) dargestellt, die der Reformation in den welfischen Herzogtümern den Weg bereitet hatten. Der Standort war in der Mitte der Südseite der Marktkirche.
1941 sollten die drei Bronze-Statuen zu Kriegszwecken eingeschmolzen werden. Allein die Lutherstatue blieb auf einem Sammelplatz in Hamburg unversehrt und kehrte nach Kriegsende nach Hannover zurück. 1952 wurde das Standbild auf einem schmucklosen grauen Sockel am heutigen, etwas weniger exponierten Standort aufgestellt. Nach dem Altstadtfest 1976 stürzte es um und musste wieder aufgerichtet werden. Eine Grundrenovierung erfuhr es 2001/2002.

## Beschreibung
Das hannoversche Lutherdenkmal zeigt den Reformator aufrecht im Professorentalar. Mit der linken Hand drückt er die geschlossene Bibel ans Herz, wobei der Faltenwurf des Gewandes eine vorhergehende Bewegung andeutet. Die Rechte ist zum Schwurgestus erhoben. Der linke Fuß tritt auf ein entsiegeltes und entfaltetes Dokument, die Bannbulle Decet Romanum Pontificem, mit der Papst Leo X. Luther im Januar 1521 exkommunizierte. Die Schwurgeste vergegenwärtigt den Moment der Widerrufsverweigerung auf dem Wormser Reichstag wenige Wochen später, die mit der eidähnlichen Formel Gott helfe mir, Amen schloss.